# 克里斯蒂亚诺·多尼
克里斯蒂亚诺·多尼（義大利語：Cristiano Doni，1973年4月1日—），意大利男子足球运动员，场上位置是中场。他曾代表意大利国家队参加2002年国际足联世界杯，结果止步十六强。